# Catch (Musik)
Das Catch (englisch „Fang“ oder „Beute“) war in England im späten 16. Jahrhundert bis etwa zum Jahr 1800 ein Rundgesang oder Zirkelkanon für drei oder mehr Männerstimmen, verwandt mit dem Round, der sich damals großer Beliebtheit erfreute.

## Begriff des Catch
Der Ursprung des Begriffs Catch liegt im Dunklen. Es gibt möglicherweise einen gewissen Zusammenhang mit dem italienischen »caccia«, obwohl sich die beiden Gesangsarten deutlich voneinander unterscheiden, mit Ausnahme von wenigen Catches, die wie caccia die Jagd zum Thema haben. Nach einer anderen Version, die bei englischen Musikern viele Anhänger hat, bezieht sich der Begriff auf die Technik, die Textworte so anzuordnen, dass die jeweils neuen Bedeutungen in den übereinander stehenden Zeilen eingeordnet werden, während sie gleichzeitig gesungen werden.

## Geschichte des Catch
In der europäischen mehrstimmigen Musik des 14. Jahrhunderts ist eine Caccia eine Form der Musik für Singstimmen, in der die imitierenden Stimmen in spezieller Weise angeordnet sind. Verwandt mit der Caccia ist der Rondellus, der von zyklischen Formen bestimmt wird, die sich der Methode des Kanons bedienen. Der vierstimmige Kanon über einen zweistimmigen Rondellus liegt in der für das späte Mittelalter typischen Nähe zwischen geistlicher und weltlicher Musik. Dieses im Mittelalter verbreitete Nebeneinander von Gelehrtem und Populärem ist in England bis ins 17. Jahrhundert erhalten geblieben. Weil die Sänger der Königlichen Kapelle (Chapel Royal) sowie der Kathedralchöre auch in ihrer Freizeit gesungen haben, sind außerdem Bearbeitungen von beliebten Liedern für Männerstimmen (Altus, Tenor und Bass) entstanden.
Erstmals erwähnt wird der Begriff des Catch in einer Handschrift aus dem Jahr 1580. Typisch für diese Gattung sind die Verwendung von Wortspielen und die absichtlichen Zweideutigkeiten. Allgemein verbreitet waren Catches am Anfang des 17. Jahrhunderts. Von Schriftstellern und Dramatikern werden sie zwar unterschiedlich beschrieben, stimmen jedoch in der Anordnung der Singstimmen überein. Bei Shakespeare gibt es in dem Schauspiel »Twelfth Night or What you will« (deutscher Titel: »Was ihr wollt«) aus dem Jahr 1602 zu Anfang ein dreistimmiges Vokalstück, beschrieben als a catch that will draw three souls out of one weaver, in dem eine Stimmung derben Humors erzeugt wird. Allgemein bekannt war damals der Zusammenhang zwischen Trinken und Singen – hierfür waren die englischen Kathedralsänger geradezu berüchtigt. Samuel Harsnett, ein Anfang des 17. Jahrhunderts bekannter englischer Geistlicher, schrieb in seiner Veröffentlichung »A Declaration of Egregious Popish Impostures« (London 1603), dass Rounds und Catches gesungen wurden „by tinkers as they sit by the fire, with a pot of good ale between their legs“ (von Kesselflickern, wie sie am Feuer sitzen, mit einem Topf guten Biers zwischen ihren Beinen).
Von Thomas Ravenscroft erschienen im frühen 17. Jahrhundert in London drei namhafte Sammlungen mit populären Dichtungen, in denen auch Catches enthalten waren: Pammelia (1609), eine Sammlung von 100 anonymen Catches, Deuteromelia (1609) und Melismata (1611); in seiner Vorbemerkung zu der ersten dieser drei heißt es: »Catches, so generally affected (I take it) quia non superant captum because so consonant to all ordinary musical capacity«. Pammelia enthält nicht nur Stücke in Englisch, sondern auch Texte in Küchenlatein oder in schlechtem Französisch, auch Dichtung in schlechtem Latein (»makkaronische Dichtung«); sie beziehen sich auf politische Zusammenhänge mit gelegentlichen Anzüglichkeiten. Die Vertonungen aus Ravencrofts Sammlungen erfreuten sich lange Zeit einer ungebrochenen Beliebtheit. Einige Kompositionen davon sind auch in dem namhaften schottischen Manuskript »Ane buick of roundells […] quhilks ar an hundredth in number collected and notted by dauid mehuill« überliefert worden (nach dem Namen des Zusammenstellers auch Melville-Manuskript genannt). Die Komponisten dieser Catches waren unter anderen Thomas Brewer (* 1611), Henry Lawes, Edmund Nelham († 1646) und John Hilton der Jüngere. Letzterer hinterließ auch die berühmte Sammlung Cath that Catch Can, A Voice Collection of Cathes, Rounds and Canons for Three or Four Voices (London 1652), die mehrere Auflagen erreichte.
Henry Purcell: Catch (4-stimmiger Kanon) aus: The Catch Club or Merry Companions (um 1731), Part 1.
In der Regierungszeit von König Charles II. (1660–1685) hat der berühmte Komponist Henry Purcell zum Catch-Repertoire etwa 60 Stücke beigetragen; sie sind weitgehend im musikalischen Stil seiner weltlichen Bühnenwerke gehalten. Viele seiner Catches handeln vom Trinken als Zeitvertreib; sie zeigen aber auch die moralische Freizügigkeit zur Zeit der letzten Stuart-Könige. In diesen Catches gab es darüber hinaus die Möglichkeit, Aussagen über bestimmte Persönlichkeiten, Komponisten, soziale Gebräuche und volksnahe Sitten zu machen. Der Baumeister, Theologe und Komponist Henry Aldrich preist in einem seiner Catches den Tabak; John Stafford Smith schrieb Catches in der Nachahmung traditioneller Straßenrufe und schuf Parodien auf Debatten des englischen Parlaments. Der besonders produktive Catch-Komponist Benjamin Cooke (1734–1793, Schüler von Johann Christoph Pepusch) schrieb Catches über so unterschiedliche Texte wie Inschriften auf Urnen, Grabinschriften, Passagen aus dem Wörterbuch von Johnson und Textausschnitte aus Zeitungen oder antiken Dichtungen. In einem Stich mit dem Titel The Catch Singers sind die drei Sänger John Stafford Smith, Thomas Warren und John Winder bildlich festgehalten. Die fortwährende Veröffentlichung von Catches in England deutet darauf hin, dass auch im 18. Jahrhundert an dieser Art des Zeitvertreibs weiterhin ein lebhaftes Interesse bestand. Insbesondere die Chorsänger einer Kathedrale (lay clercs) wirkten an dieser Musik regelmäßig mit; dies ist belegt für die lay clerks der Christ-Church-Kathedrale in Oxford, die in den Räumen des erwähnten Henry Aldrich (Oxforder Dekan 1689–1710) zusammenkamen.
Aldrich war als Architekt, Gelehrter, Komponist und Herausgeber Alter Musik bekannt und machte sich einen besonderen Namen mit dem Catch »Hark the Bonny Christ Church Bells«, in dem das Glockengeläut dieser Oxforder Kirche besonders deutlich nachgeahmt wurde. Maurice Greene, Organist an der Londoner St Paul’s Cathedral, brachte im Jahr 1747 die Sammlung »Catches and Canons of Three and Four Voices« heraus, mit der hinzugefügten Bemerkung „to revive a practice undeservedly growing obsolete“ (eine Praxis zu beleben, die es nicht verdient, unterzugehen). Eine Gruppe von musikbegeisterten Adeligen gründete am 6. November 1761 in London den Noblemen’s and Gentlemen’s Catch Club, der sich als dining club regelmäßig in der Thatched House Tavern in der St. James Street traf und Preise für die Komposition von Catches, Kanons und Glees ausschrieb; die Preise wurden nach Aufführung der Werke durch Abstimmung unter den Mitgliedern vergeben. Anschließend hatte der Sekretär des Clubs, Thomas Warren, die Aufgabe, die eingesandten Werke abzuschreiben. Ein herausragendes Mitglied dieses Clubs war der Komponist Thomas Augustin Arne, der wegen seines ungezwungenen Auftretens besonders beliebt war. Die Sammlung Social Harmony von Thomas Hale aus dem Jahr 1763 enthält außer Catches auch andere mehrstimmige Werke, herausgegeben zur Verwendung in Freimaurer-Logen. William Hayes, Musikprofessor an der University of Oxford, brachte im Jahr 1765 eine Sammlung mit Catches, Glees and Canons heraus, die aus den allwöchentlichen Singübungen an der Universität stammten; im gleichen Jahr erschien hierzu noch ein Ergänzungsband, der dem Oxforder Catch-Club gewidmet war. Darüber hinaus haben die meisten englischen Komponisten des 18. Jahrhunderts zum Catch-Repertoire beigetragen. Als deutsche Verfasser von Catches sind Johann Friedrich Lampe und Georg Berg (um 1725 – 1775) bekannt geworden.
Nach dem großen Erfolg des Londoner Catch-Clubs entstanden in vielen Städten Englands weitere derartige Vereinigungen. Im Jahr 1790 kam es zur Gründung des Londoner Clubs Graduate Meeting; hier wurde der fördernde Effekt des Singens von Catches und Kanons für die kontrapunktischen Fähigkeiten von Komponisten hervorgehoben. In dessen Gründungsjahr wurde Joseph Haydn zu einem der Treffen eingeladen. Haydn hatte zuvor schon den Catch-Club Anacreontic Society besucht; sein Interesse an Catches geht auch aus seiner Werkgruppe Twelve Sentimental Catches and Glees hervor. Das Singen von Catches erfolgte auch seitens englischer Soldaten und Verwaltungsbeamten in Indien: Der Publizist William Hickey berichtet von prominenten Mitgliedern eines Catch-Clubs in Kalkutta 1785. In einigen englischen Catch-Clubs wurde nach Aussage des Musikhistorikers Charles Burney das Singen von Madrigalen wiederbelebt. Gegen Ende des 18. Jahrhunderts verschwand das Catch allmählich aus dem öffentlichen Leben Englands und wurde durch das Glee abgelöst.

## Ausgaben (Auswahl)
- R. Clark: The Words of the Most Favorite Pieces, performed at Glee Clubs, the Catch Club and other Public Societies. London 1814.
- H. E. Wooldridge (Hrsg.): Old english Popular Music: a New Edition. London 1893.
- Henry Purcell: Secular Songs and Catches. In: The Works of Henry Purcell, hrsg. von The Purcell Society, London 1922 (= Musica Britannica Nr. 22).
- Joseph Haydn: 12 Sentimental Catches and Glees, hrsg. vom Joseph-Haydn-Institut. Köln 1959 (Gesamtausgabe Nr. 31, c: 16).
- P. Hillier (Hrsg.): The Catch Book. Oxford 1987.
- B. W. Robinson / R. F. Hale (Hrsg.): The Aldrich Book of Catches. London 1989.